# Google Arts & Culture
Google Arts & Culture (anteriormente Google Art Project) es un sitio web del Instituto Cultural de Google que presenta una recopilación de imágenes en alta resolución de obras de arte expuestas en varios museos del mundo, así como un recorrido virtual por las galerías en las que se encuentran. 

## Historia
El proyecto fue puesto en servicio por Google el 1 de febrero de 2011 con 1061 obras de diecisiete museos, entre los que se encuentran el Tate Britain de Londres, el Museo Metropolitano de Arte de Nueva York, y la Galería Uffizi de Florencia.
La función de exploración de los museos se sirve de la misma tecnología utilizada por Google Street View. Aunque todas las obras se muestran en alta resolución, cada una de las diecisiete instituciones intervinientes al iniciarse el proyecto dispuso una de sus obras maestras para ser fotografiada y mostrada en el sitio mediante imágenes de 7000 megapixeles.
El 17 de julio de 2016, el proyecto fue relanzado como Google Arts & Culture, el cual incluye una aplicación móvil que permite acceder a los contenidos de más de mil museos en 70 países.